# Hyllie (stacja kolejowa)
Hyllie (szwedzki: Hyllie station) – stacja kolejowa w południowo-wschodnim Malmö, w regionie Skania. Położona jest po szwedzkiej stronie Sundu, najbliżej Öresundsbron, na Öresundsbanan. Stacja znajduje się w dzielnicy Hyllie w Malmö (obszar Hyllievång) i łączy się z Citytunneln. W pobliżu stacji znajdują się Malmö Arena i centrum handlowe Emporia.
Stacja jest obsługiwana przez pociągi Öresundståg i Pågatågen. Dodatkowo znajduje się tu dworzec autobusowy z połączeniami do Trelleborg, Vellinge, Skanör med Falsterbo.

## Opis stacji
Stacja jest częściowo zadaszona, położona w otwartym wykopie siedem metrów poniżej powierzchni i posiada 2 perony wyspowe i 4 tory łącznie. Na stacji znajduje się też dworzec autobusowy i postój taksówek. Na stacji jest parking P-Malmö z około 1500 miejscami parkingowymi oraz 1000 miejsc rowerowych. 

## Linie kolejowe
- Öresundsbanan